# Gibberichthyidae
La familia Gibberichthyidae y el único género que la compone, 'Gibberichthys', son peces marinos incluida en el orden Stephanoberyciformes, distribuidos por el oeste del océano Atlántico, oeste del Índico y oeste del Pacífico. Su nombre procede del latín gibba (jorobada) y del griego ichtys (pez), por la forma de su dorso.

## Morfología
Alcanzan hasta una longitud máxima descrita de 12 cm; las aletas pélvicas tienen inserción subadominal con una sola espina y 5 o 6 radios blandos; la aleta dorsal está precedida por una serie de 5 a 8 espinas cortas y separadas, al igual que la aleta anal.
Las escamas son de tipo cicloide; los flancos del pez tienen varias filas verticales de papilas en la vertical de los tubos de la línea lateral; la vejiga natatoria está parcialmente recubierta de grasa.

## Hábitat
Los individuos adultos suelen vivir en profundidad, entre los 400 m y los 1000 m, mientras que los juveniles suelen vivir por encima de los 50 m de profundidad.

## Especies
Existen sólo dos especies agrupadas en esta familia y género:
- Familia Gibberichthyidae
  - Género Gibberichthys
    - Gibberichthys latifrons (Thorp, 1969), en Índico y Pacífico.
    - Gibberichthys pumilus (Parr, 1933), en el Atlántico.